# IFK Nyland
IFK Nyland är en idrottsförening från Nyland i Kramfors kommun. Föreningen bildades 1911 och är en av de äldsta föreningarna i kommunen. Föreningen har idag bara barn- och ungdomsverksamhet men historisk är man en stor klubb inom ishockeyn med herrarnas A-lag:s kvartsfinal i SM-slutspelet 1942 som sin största merit. Även 1940 och 1950 spelade man SM.
Fr.o.m. säsongen 1951/1952 spelar man i division II, då näst högsta ligan i Sverige och det fortsätter man med till 1970 då man åker ner i division 3. Så sent som säsongen 2012/2013 kvalade man till division 1 i ishockey, dock utan att lyckas ta sig upp. Idag är A-laget nerlagt, men med en förhoppning om att kunna återstarta det någon gång i framtiden.
Åren 1998 - 2002 hade föreningen även ett damlag i division 1. Inte heller detta lag finns längre kvar.